# Gundoaldo
Gundoaldo o Gondovaldo (c. 565 - 616). Hijo primogénito del duque Garibaldo I de Baviera de la dinastía Agilolfinga. Fue duque de Asti y de Trento. 
Escapó a Italia junto a su hermana Teodolinda, en el momento en que los francos enviaron un ejército a Baviera. Su cuñado, el rey Autario, le nombró duque de Asti hacia el año 589, llegando a ser también duque de Trento. Falleció en el año 615 a causa de un flechazo, de cuyo autor no se tienen noticias.

## Familia
Gondovaldo fue padre de Ariberto I, rey de los Lombardos.